# E Nós, Aonde Vamos?
E Nós, Aonde Vamos? é uma telenovela brasileira produzida e exibida pela Rede Tupi entre 16 de fevereiro a 5 de junho de 1970, às 20h no Rio de Janeiro e às 22h em São Paulo. Foi escrita por Glória Magadan e dirigida por Sérgio Britto, Mário Brasini e Hilton Marques.

## Produção
Após estrear o horário de telenovelas às 22 horas com João Juca Jr., a Tupi passou a perder audiência. Assim, João Juca Jr. passou para o horário das 18h30 horas enquanto uma programação "tampão" de filmes era providenciada.  
A Tupi resolveu investir em uma nova novela e recontratou a autora Glória Magadan. Recém dispensada da Globo, Magadan havia supervisionado sete telenovelas da Tupi entre 1964 e 1965 quando transferiu-se para a recém fundada TV Globo. Após quatro anos onde fez sucesso com dramas de época importados, Magadan acabou deixando a emissora após problemas na produção da novela A Gata de Vison e por conta do inesperado sucesso de Beto Rockfeller, da própria Tupi, que retratou o cotidiano brasileiro da época e acabou fazendo o público exigir tramas nacionais contemporâneas no lugar de textos de época com dramas de capa e espada (especialidade de Magadan).Para atender ao público, Magadan resolveu escrever uma telenovela contemporânea em que retratava o conflito de gerações entre pais e filhos. Esse trabalho foi batizado E Nós, Aonde Vamos?.  A Tupi inicialmente escalou Ruy Pisk para dirigir os trabalhos dessa telenovela, porém Pisk acabou transferido para outro projeto e a direção passou a ser de José Rios.
Durante a produção da telenovela, iniciada em janeiro de 1970, a Tupi acabou substituindo o supervisor de produção de suas telenovelas Mario Barsini por Gloria Magadan, que assim acumulou os cargos de autora e supervisora de telenovelas na emissora.  Com isso, a produção de E Nós, Aonde Vamos? foi ampliada e Magadan anunciou que a telenovela teria núcleos de produção no Rio de Janeiro, São Paulo e Belo Horizonte. Novamente a direção foi trocada. Saiu José Rio e entrou Sérgio Britto. O capítulo de estreia no Rio de Janeiro foi anunciado para 20 de janeiro de 1970, as 20h00 no feriado de São Sebastião.
Para conseguir exibir a telenovela neste horário no Rio, a Tupi teve de realizar uma delicada negociação com a Esso, patrocinadora do Repórter Esso. Essa negociação foi chamada pela imprensa de "Crise dos 15 minutos". Com o sucesso da negociação, o Repórter Esso passou a ser apresentado quinze minutos mais cedo e E Nós, Aonde Vamos? foi colocada para concorrer com Véu de Noiva de Janete Clair, telenovela da Tv Globo anunciada como a “novela-verdade” (por retratar o mundo cotidiano).  No trigésimo capítulo de Véu de Noiva, o ator Geraldo Del Rey demitiu-se da Globo e passou a trabalhar com Magadan em E Nós, Aonde Vamos?. Durante a formação do elenco, a atriz Eva Todor foi convidada por Magadan para um papel na novela. Tendo acumulado trinta anos de carreira no teatro, este foi o primeiro papel de Todor na televisão brasileira.
Em São Paulo, a estreia ocorreu em 16 de fevereiro, às 22 horas. Como forma de ampliar a audiência da telenovela, os Diários Associados publicaram aos domingos nos jornais do grupo um resumo completo dos capítulos da trama.
Apesar da estreia, a produção da telenovela seguiu caótica. Em fevereiro, três capítulos inteiros foram perdidos e obrigaram a Tupi a regrava-los à "toque de caixa".  O esforço de gravação acabou causando problemas de estafa em Leila Diniz. Semanas depois, Diniz precisou se ausentar da produção por alguns dias por conta do agravamento de uma queimadura na perna sofrida dias antes da gravação.  Apesar de ter sido liberada para repouso pelo diretor Sérgio Brito, Diniz quase foi dispensada da telenovela por Magadan (que tentou escalar outra atriz para o papel, alegando abandono de trabalho por parte de Diniz). A assessoria de Magadan chegou a alegar que Diniz encontrava-se internada em um hospício e precisava ser substituída.
No capítulo exibido em 12 de março, um erro de montagem fez com que uma cena fosse exibida duas vezes, com um ator trocado e problemas de áudio.  A crítica passou a cobrar cada vez mais a telenovela por conta do ritmo lento da trama, das falhas de cenografia, problemas nos textos de Magadan (distantes da "realidade" propagada pela Tupi durante a promoção da telenovela) e problemas técnicos dos equipamentos e estúdios. Em fins de março o diretor Sérgio Britto brigou com a autora Glória Magadan e demitiu-se da produção. A briga provocou a intervenção do Grupo de Criação da Tupi, que nomeou Hilton Marques para a direção da novela enquanto Britto recebeu um projeto de teleteatro para dirigir. Magadan, por sua vez, passou a ter seu trabalho cada vez mais contestado pelo Grupo de Criação. No decorrer da novela descontentes com o texto e as imposições de Magadan, os atores foram deixando o trabalho e a autora começou a ficar sem personagens, sem saber "aonde iria"  com a sua história. O desfecho foi um monólogo da personagem de Eva Todor, na janela de um navio, dirigindo-se diretamente com o público. Após esse trabalho a autora cubana deixou o Brasil, partindo para Miami, nos Estados Unidos.

## Elenco
Elenco apresentado por ordem de entrada em cena na telenovela:
- Leila Diniz - Sônia Monteiro
- Roberto Pirillo - Juca Ribeiro
- Márcia de Windsor - Laura Monteiro
- Ítalo Rossi - Alfredo Ramos
- Yara Amaral - Leila Monteiro
- Neyse Nazareth - Filomena
- Isabel Teresa - Magali
- Mello Jr. - Carvalho
- Eva Todor - Francisca
- Mary Yvone - Helena
- Neide Aparecida - Marisa
- Lourdes Mayer - Marta
- Jorge Dória - Sílvio
- Sérgio de Oliveira - Fonseca
- Geraldo Del Rey - Dr. Fernando
- João Cláudio - Ângelo (bebê)
- Theresa Amayo - Dra. Alice
- Ary Soares - Mordomo
- Gracindo Júnior - Ernesto
- Adriano Reys - Dr. Luiz Moura
- Alberto Pérez - Camargo
- Nádia Valesca - Maria Cristina
- Noema Correa - Nilda

## Trilha sonora
A trilha sonora de E Nós, Aonde Vamos? foi lançada em EP pela Polydor Records, sendo composta por quatro canções em arranjos dos maestros Erlon Chaves e Orlando Silveira. Excetuando a faixa-título E Nós...Aonde Vamos?, interpretada pela Umas e Outras, as demais foram executadas pela orquestra da Rede Tupi:
| N.º | Título                                                 | Compositor(es)                         | Duração |  |
| 1.  | "E Nós...Aonde Vamos?, interpretada por Umas e Outras" | Eduardo Souto Neto, Sérgio Bittencourt |         |  |
| 2.  | "Lembranças"                                           | Erlon Chaves, Nonato Buzar             |         |  |
| 3.  | "Free Way"                                             | Ivan Maranhão                          |         |  |
| 4.  | "Beth"                                                 | Ivan Maranhão                          |         |  |

## Crítica
Apesar da tentativa ousada de escrever uma novela contemporânea, problemas nos textos (chamados de fracos e sofríveis) e estruturais da Tupi (incluindo a troca da direção da novela quatro vezes) comprometeram o resultado final e a novela sofreu fortes críticas na imprensa.
Segundo Magdala da Gama Oliveira, do Diário de Notícias:
"...Sobre a novela que tirou o horário do Reporter Esso, cujo título é E nós... aonde vamos?, esta cronista viu os primeiros capítulos e reconheceu o velho estilo da Radio Nacional. Decepcionante, a direção de Sérgio Britto. A autora...soube conservar com carinho todos os defeitos de suas demais obras para a TV brasileira. Aparece uma criança nascida de "amores líciitos" e daí o dramalhão acontece. ..."— Magdala da Gama Oliveira, Diário de Noticias , 21 de janeiro de 1970
Além da crítica oficial, o Correio da Manhã usava a coluna satírica Balaio para criticar e ridicularizar a novela e a autora.
"...Sabia que tinha de dar rolo – afinal não foi a Glória Magadan (cubana) que amassou o pão que o diabo comeu? Pois é. Ela escreve. O que vem na cuca– que é feita não fica bem dizer...A novela começa mal, e pra direção da tevê não perceber que o erro é dela (que escreve), ela cria o maior blá-blá-blá, a emissora acaba trocando de diretor e enquanto isso ela dá uma melhorada na sua parte...— Balaio, Correio da Manhã, 21 de março de 1970.
Escrevendo para a Folha de S.Paulo, a crítica Helena Silveira destacou o desgaste da "fórmula" de Magadan:
"...as receitas de Dª. Magadan não têm mais vez. Vide a chatura sem audiência de E Nós, Aonde Vamos?...— Helena Silveira, Folha de S. Paulo, 18 de maio de 1970

## Audiência
E Nós, Aonde Vamos? obteve fraca audiência no Rio de Janeiro e perdeu para Véu de Noiva da Globo, que alcançou mais de 60% de audiência no mesmo horário no Rio.

## Consequências
Após o final de E Nós, Aonde Vamos?, o contrato de Glória Magadan não foi renovado. Segundo ela, por opção própria ao reclamar do baixo salário pago pela Tupi do Rio de Janeiro e por interferências das emissoras em seus textos. Magadan deixou o Brasil em agosto de 1970 e rumou para o México para trabalhar na televisão local. O fracasso de E Nós, Aonde Vamos? fez a Rede Tupi dissolver seu núcleo de produção no Rio de Janeiro e concentrar a produção das telenovelas da rede em São Paulo. A Rede Tupi encarregou Ivani Ribeiro para escrever a telenovela sucessora, chamada de As Bruxas.